# Peñaranda
Peñaranda (Tagalog: Bayan ng Peñaranda) ist eine philippinische Stadtgemeinde in der Provinz Nueva Ecija, in der Verwaltungsregion III, Central Luzon. Die Gemeinde hat 29.882 Einwohner (Zensus 1. August 2015), die in 10 Barangays lebten. Sie wird als Gemeinde der vierten Einkommensklasse auf den Philippinen und als dörflich eingestuft. 
Peñaranda liegt im Osten der zentralen Luzon-Ebene. Ihre Nachbargemeinden sind Gapan im Süden, San Leonardo Westen, Santa Rosa im Norden und General Tinio im Osten. 

## Baranggays
| - Callos - Las Piñas - Poblacion I - Poblacion II - Poblacion III | - Poblacion IV - San Josef - San Mariano - Santo Tomas - Sinasajan |